# Radvd
路由广播守护（The Router Advertisement Daemon，简称：radvd）是一个符合RFC 2461使用邻居发现协议用于实现IPv6地址本地链接广播和IPv6路由前缀的开源软件。该软件是给系统管理员用于实现在IPv6下对主机进行无状态自动配置地址。
当主机配置其网络接口时，会向网络多播一个路由请求来发现可用的路由，radvd会响应一个路由广播（router advertisement，RA）的消息。此外，radvd会定期在网络多播RA包给连接其的链接来更新主机信息。RA包包含了该链接的路由前缀，最大传输单元（MTU），默认响应的路由器地址等信息。
radvd也支持发布符合RFC 6106要求的可选信息，有递归DNS地址、DNS搜索列表等。